# Ла Трочита
Ла Трочита (исп. La Trochita), Старый патагонский экспресс (исп. Viejo Expreso Patagónico) — узкоколейная железная дорога, в Патагонии, Аргентина, на которой до сих пор используются паровые локомотивы. Ширина колеи — 750 мм. Название La Trochita означает «маленькая колея» хотя иногда оно переводится с испанского языка как «маленькая узкая колея», а выражения «trocha estrecha», «trocha agnosta» часто используются в Аргентине для общего описания «узкоколейки».
Ла Трочита начинается в предгорьях Анд, проходит через Эскель и Эль-Майтен в провинции Чубут и Инхеньеро-Якобаччи в провинции Рио-Негро и первоначально была частью Ferrocarriles Patagónicos, сети железных дорог на юге Аргентины. В настоящее время, в связи с её оставшейся почти неизменной структурой, Ла Трочита функционирует как историческая железная дорога. Ла Трочита получила всемирную известность после выхода в 1978 году книги Пола Теру «Старый патагонский экспресс», где она описана как дорога почти на краю света. Теру стремился проехать на поездах как можно дальше в южную Аргентину, но не включил в своё путешествие несколько железных дорог к югу от Эскеля, поскольку в то время они не считались действующими или не имели достаточной связи с более крупными линиями.

## История

### Планы

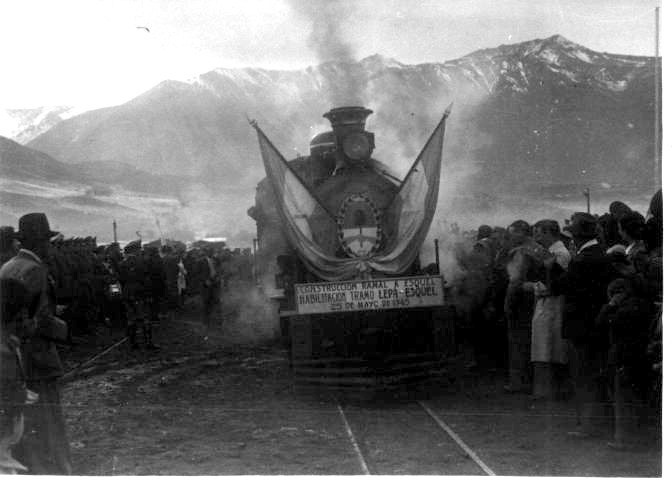
Первая поездка в Эскель 25 мая 1940 года

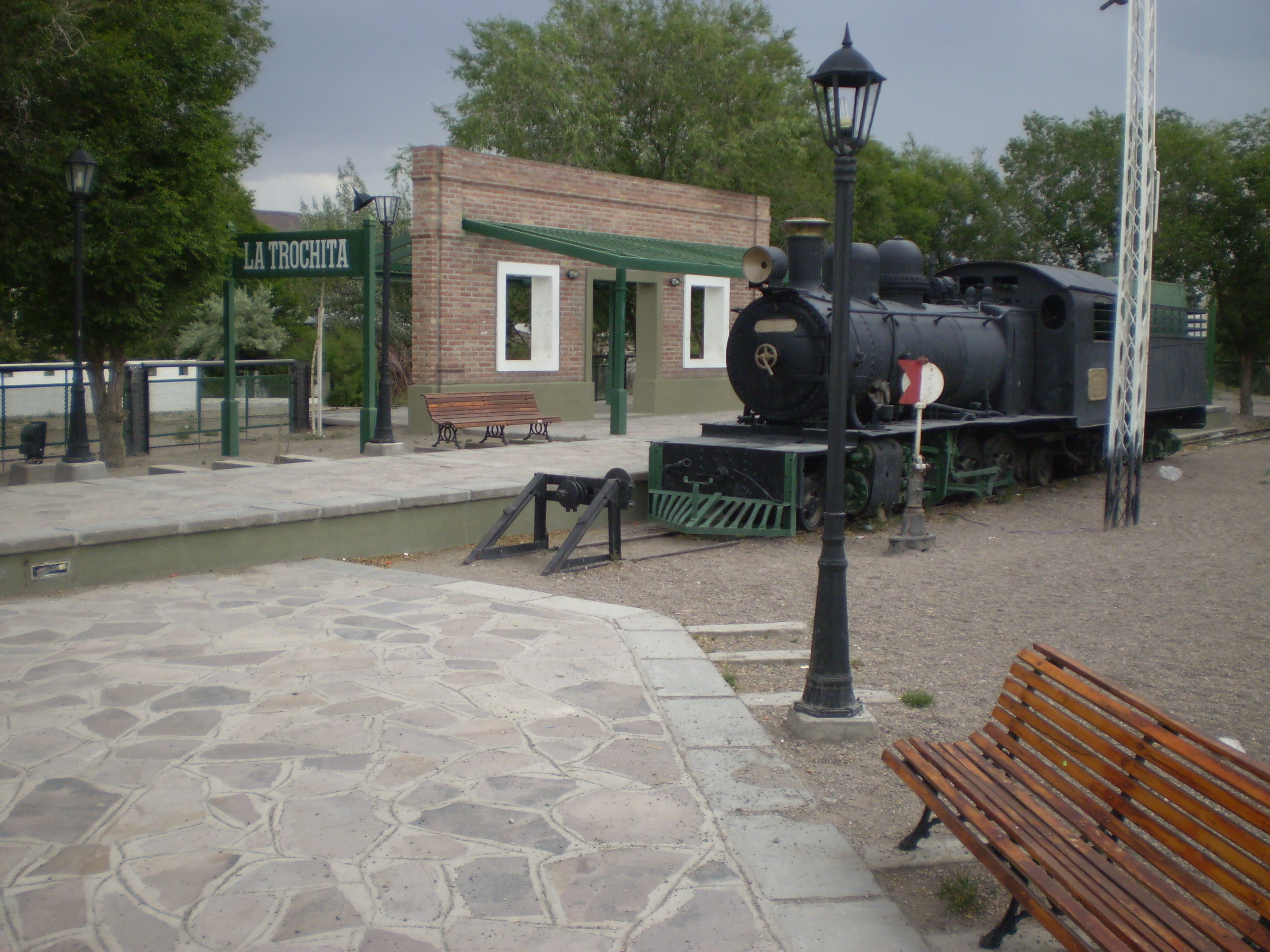
Бывшая конечная станция в Инхеньеро-Якобаччи и локомотив

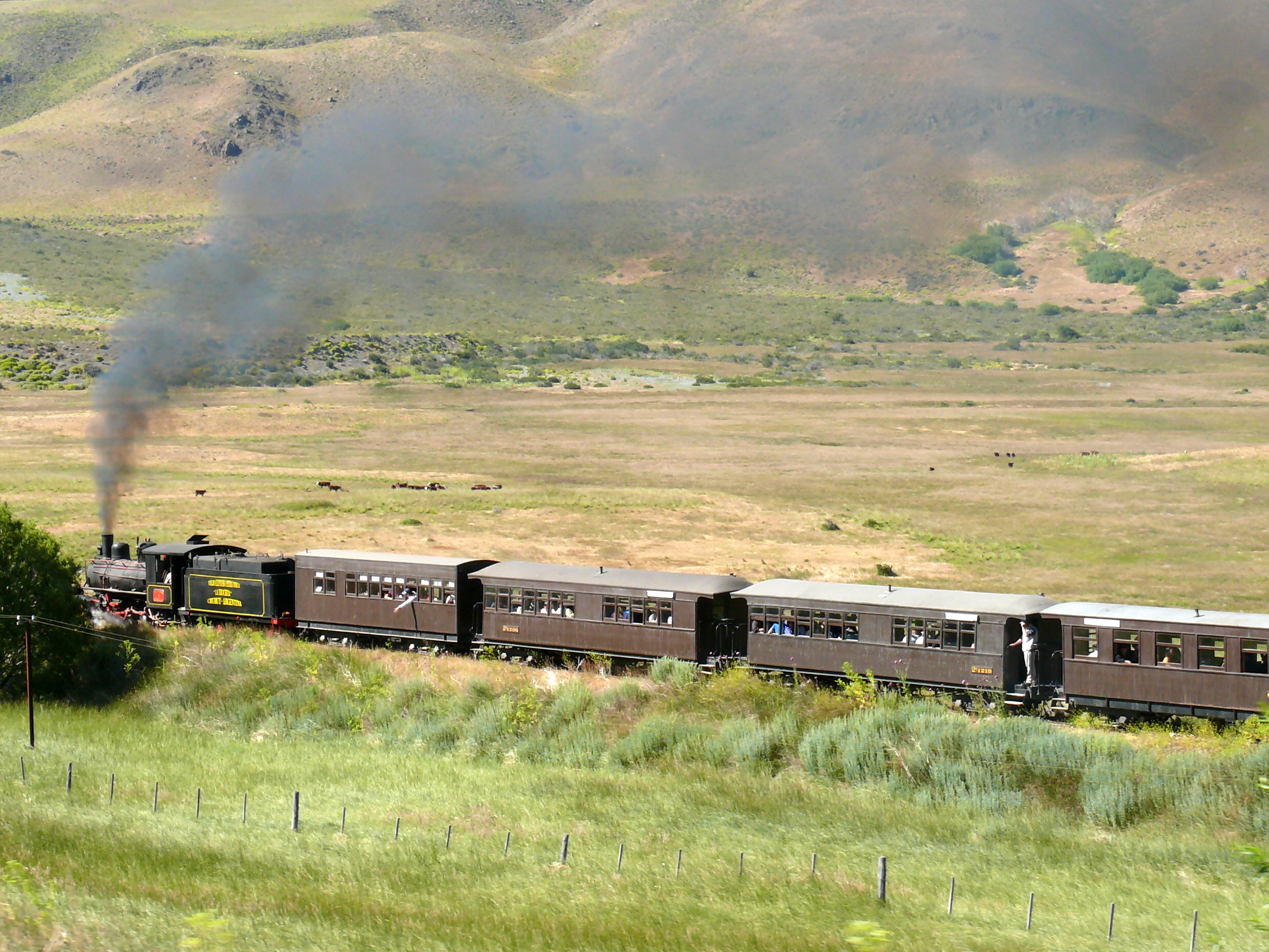
Ла Трочита в пустынной Патагонии.

В 1908 году правительство Аргентины запланировало создание сети железных дорог через Патагонию. Две основные линии должны были соединить Сан-Карлос-де-Барилоче в центральных Андах с морскими портами Сан-Антонио-Оэсте на восточном и Пуэрто-Десеадо на юго-восточном атлантическом побережье. Была запланирована постройка железнодорожных веток соединяющих основную магистраль с озером Буэнос-Айрес (соединяясь в Лас-Эрасе и Комодоро-Ридававией (соединяясь в Сармьенто). Колония 16 октября — район Эскуэля и Тревелина должны были соединиться веткой железной дороги с Инхеньеро-Якобаччи. Вся сеть должна была сообщаться с Буэнос-Айресом через Сан-Антонио-Оэсте.
После ряда министерских перестановок и начала Первой мировой войны, повлиявшей на экономику Аргентины и на получение из Европы необходимых технологий и инвестиций проект был заброшен. Северная линия соединила побережье с Инхеньеро-Якобаччи, в 1916 году. 282 км южной магистрали от Дезеадо де Лас Гераса, и 197 км железнодорожной ветки от Комодоро-Ривадавии до Сармьенто были проложены, но никогда не соединялись ни друг с другом, ни с северной сетью. Единственное, что было сделано после 1916 года — это соединение Якобаччи с Барилоче, завершённое в 1934 году.

### Линия Эскель

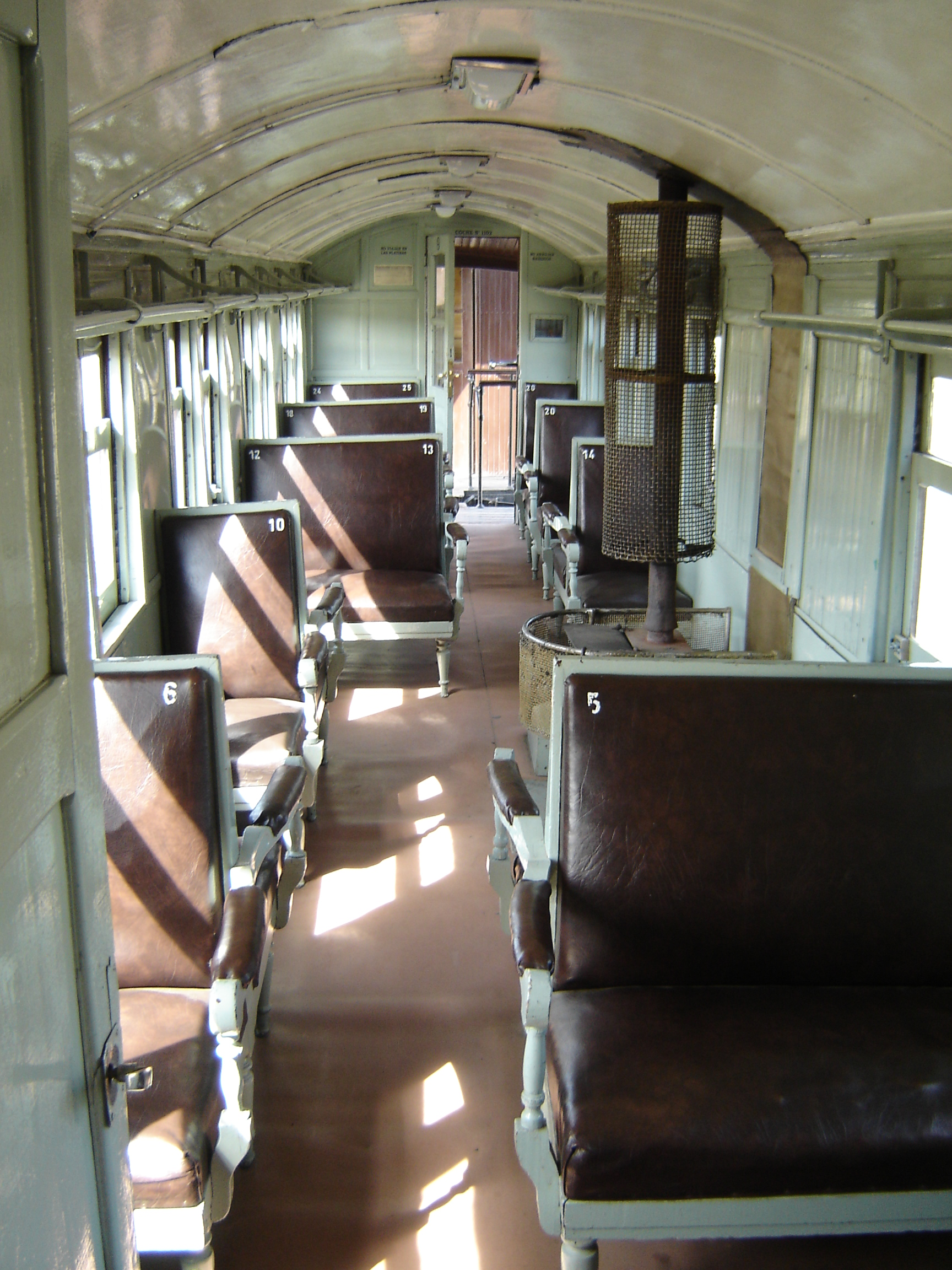
Интерьер вагона 1922 года с дровяной печкой

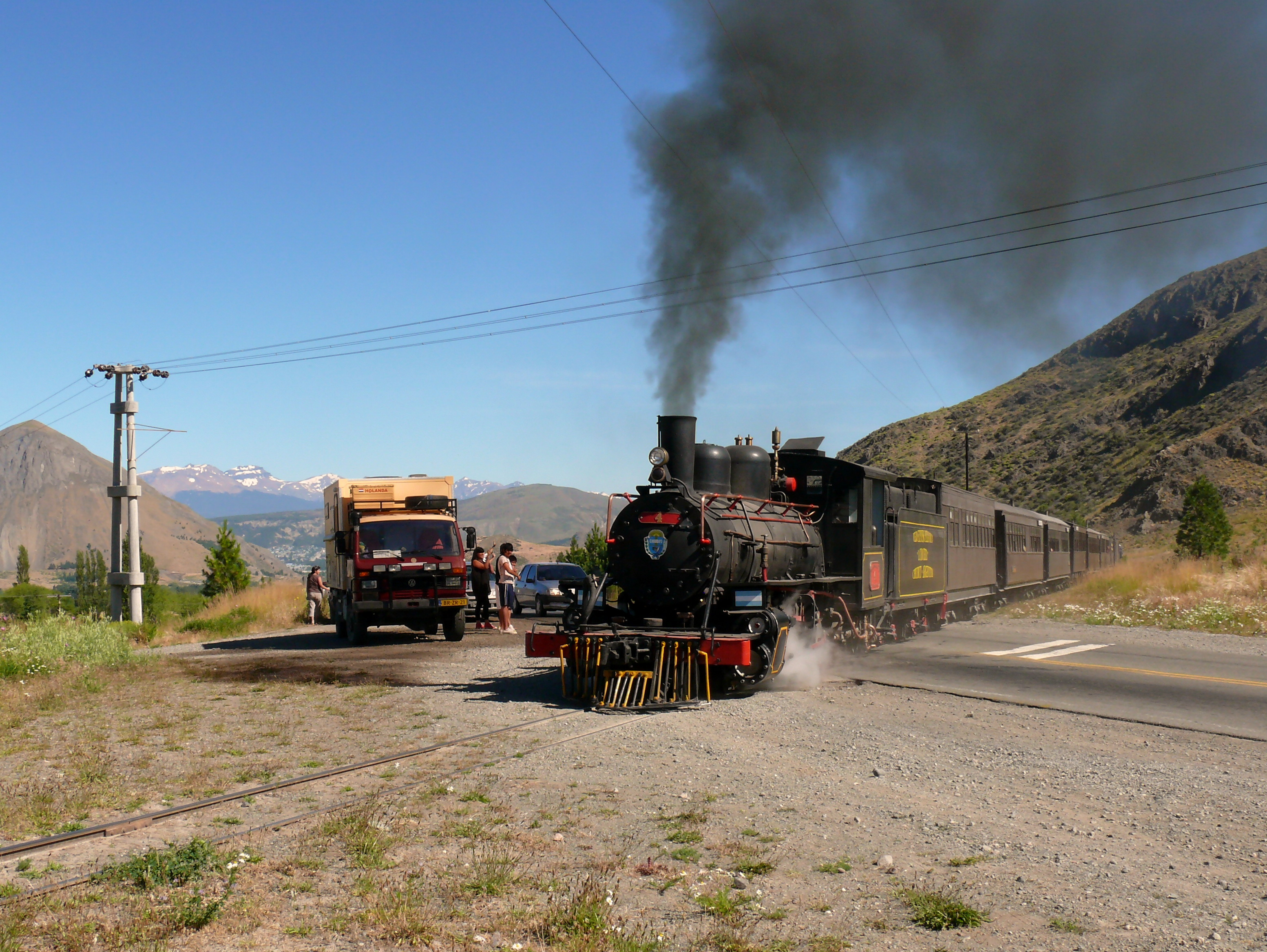
Ла Трочита пересекает национальную дорогу 259 в Чибуте

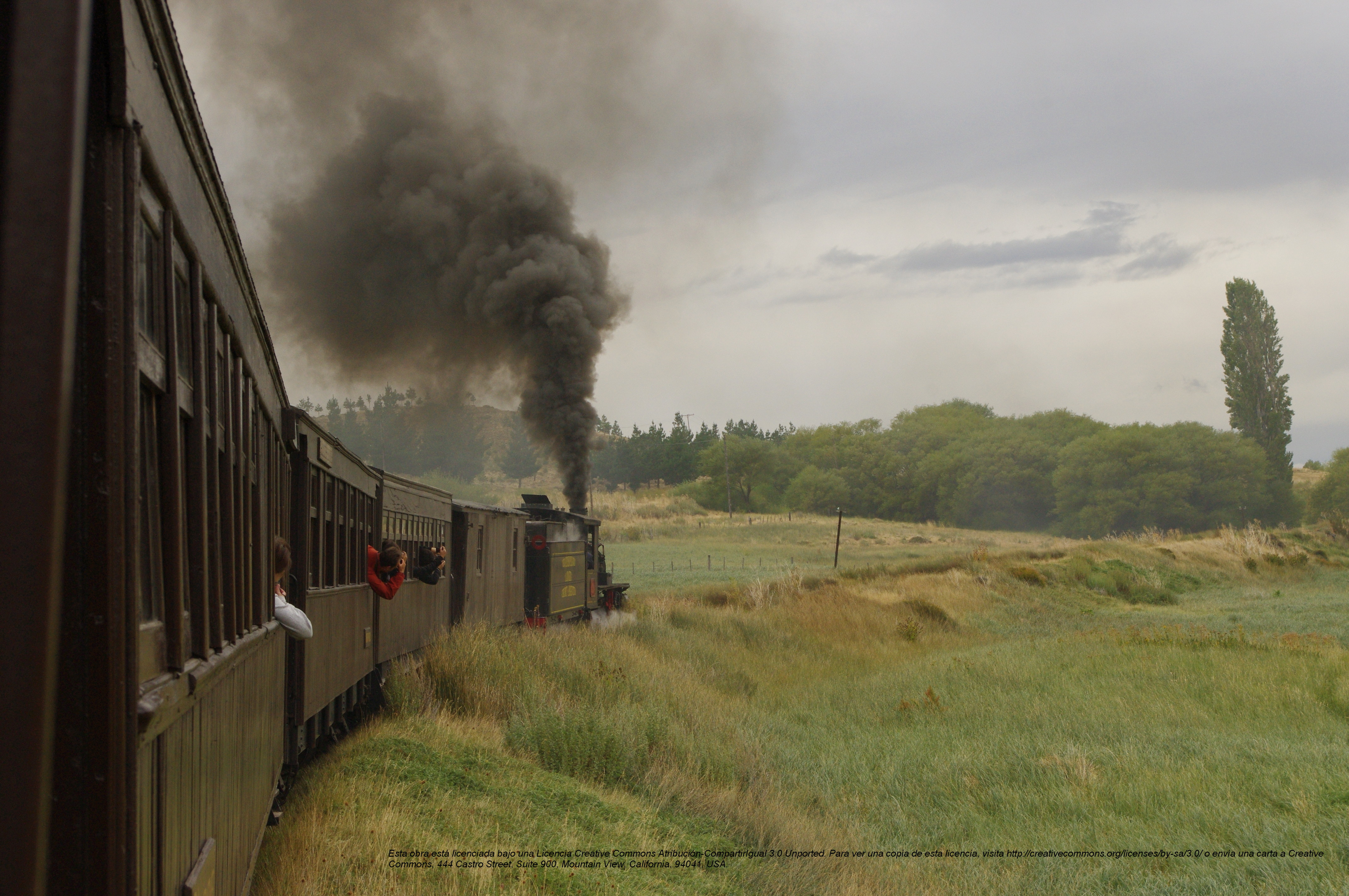
Вид поезда на повороте

Исключением стала линия Эскель. После окончания Первой мировой войны оборудование для узкоколейных железных дорог было в изобилии и стоило дёшево, учитывая их широкое использование на фронте для снабжения и перемещения войск. 600-миллиметровая декавиллевская колея широко использовалась в сельской местности провинции Буэнос-Айрес и для перевозки грузов. Для пассажирских перевозок были доступны локомотивы для 750-миллиметровой колеи, и поэтому решили заняться этим более дешёвым проектом. В 1921 году было решено проложить линию Якобаччи-Эскель, а также соединить её с существующей частной 1000-миллиметровой колеёй железной дороги в долине Чубут от Долавона до Пуэрто-Мадрина: всё это должно было стать Патагонской сетью лёгких железных дорог.
В 1922 году были закуплены бельгийские пассажирские и грузовые вагоны, а также пятьдесят локомотивов немецкой компании Henschel-Werke из Касселя. Позже, на заводе Baldwin Locomotive Works в Филадельфии, США, были закуплены ещё 25 локомотивов.
Первая часть проекта заключалась в том, чтобы проложить третий рельс внутри существующих путей в Якобаччи и в долине Чубут, для их использования узкоколейными транспортными средствами. Были проложены новые пути, для расширения железнодорожной линии долины Чубут от Трелью до Росона до побережья и на запад до Лас-Плумаса. После того, как наводнения в 1931—1932 годах разрушили большую часть железнодорожного полотна, в 1934 году вновь начались работы по новому плану, предусматривавшего строительство моста длиной 105 метров и туннеля длиной 110 метров. 1000 рабочих трудились в тяжёлых условиях Патагонии над созданием железной дороги. Многие из них впоследствии осели в этой местности.
Поезда начали ходить по законченным участкам линии в 1935 году. В 1941 году линия достигла Эль-Майтена, где были построены мастерские по техническому обслуживанию поездов. Первый поезд вошёл в Эскель 25 мая 1945 года. После национализации в 1948 году железнодорожной сети президентом Хуаном Пероном, Ла Трочита стала частью железной дороги генерала Рока.
До 1950 года Ла Трочита была только грузовой. Первый пассажирский поезд был запущен в 1950 году и ходил по маршруту Эскель — Буэнос-Айрес (прибывая на станцию Конститусьон) со сменой локомотива в Якобаччи. Пассажиры занимали деревянные скамьи вокруг печки, использовавшейся для приготовления лёгких блюд, в первую очередь мате, и отопления.
Изгибы железной дороги в предгорьях Анд и медленная скорость локомотивов позволяли пассажирам во время 14-часовой поездки идти по определённым участкам рядом с поездом.
Железная дорога широко использовалась для перевозки грузов в 1960-х и 1970-х годах, что способствовало развитию региона, в особенности строительству плотины на реке Футалеуфу и росту Эль Майтена благодаря техническому обслуживанию локомотивов.

### Упадок
В 1961 году железная дорога в долине Чубута, между Пуэрто-Мадрином и Лас-Плумасом была закрыта, так и не будучи соединённой с линиями Эскеля и Барилоче. В 1970-х годах две изолированные железнодорожные линии на юг также были закрыты.
Ла Трочита также стала приходить в упадок из-за улучшения дорожной сети и распространения грузовиков и автобусов, а также из-за трудностей с обслуживанием железной дороги, расположенной вдали от столицы страны и мировой железнодорожной промышленности. Однако, в этот же период Патагония была открыта туристами и Ла Трочита стала привлекательным туритстическим объектом. Книга Пола Теру позволила обратить на неё внимание и дала Ла Трочите новое название — Старый патагонский экспресс — в котором подчёркивается его вневременная привлекательность как для ностальгирующих жителей Аргентины, так и для туристов. В 1991 году Ла Трочита была показана в фильме Nick Lera's World Steam Classics..
Тем не менее, данная железная дорога не приносила прибыли. Частные инвесторы не были заинтересованы в необходимых инвестициях. В 1992 году в соответствии с либеральной экономической политикой проводимой центральным правительством, было принято решение о закрытии Ла Трочиты. Однако закрытие железной дороги, ставшей символом как уходящего века, так и данного региона вызвало протесты на местном и даже на международном уровне. Власти двух провинций собрались, для принятия плана по сохранению Ла Трочиты.

## Ла Трочита сегодня

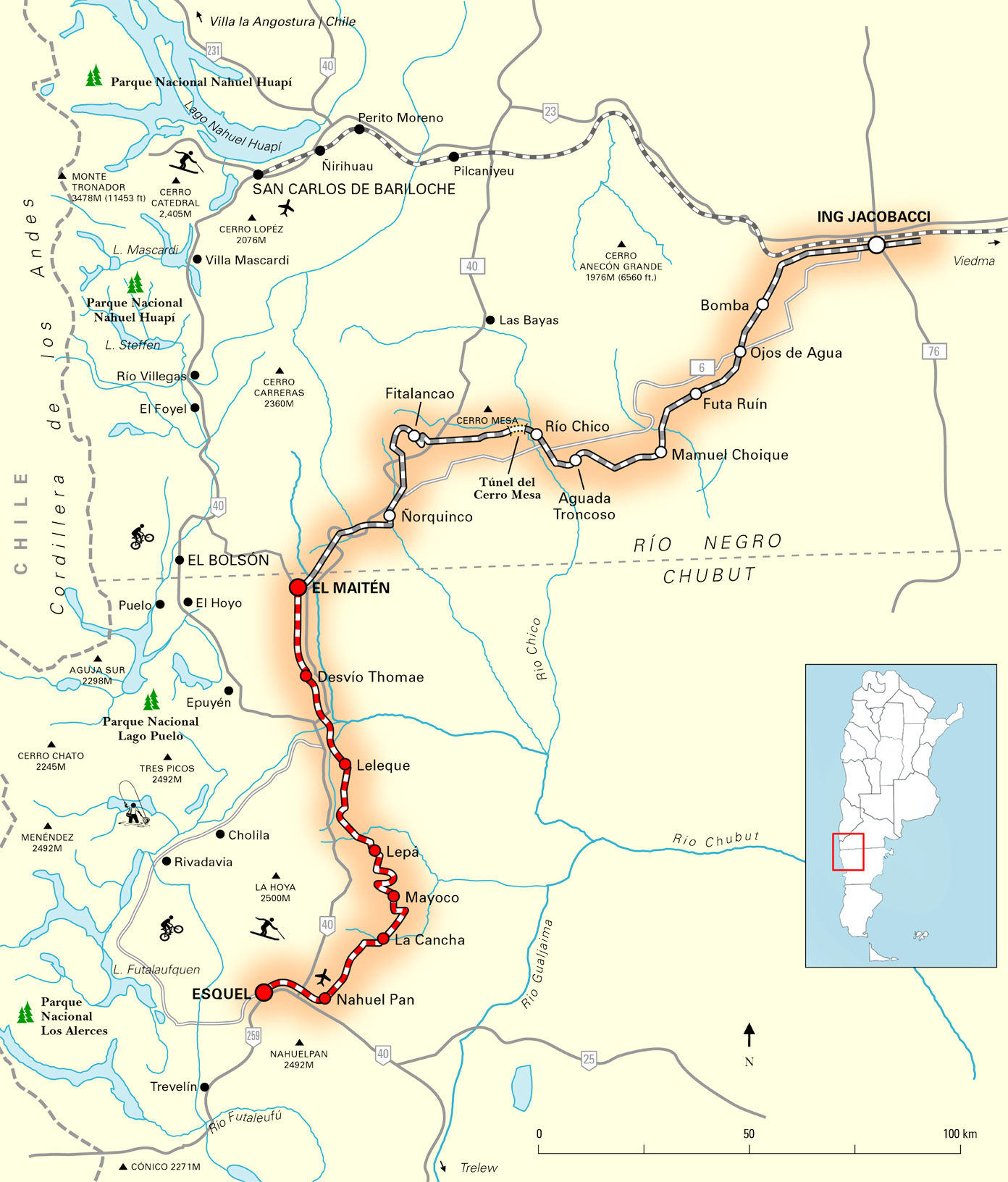
Маршрут старого патагонского экспресса

Железная дорога имеет в своём распоряжении 22 паровоза, 11 Henschel-Werke и 11 Baldwin Mikado семь из которых находятся в рабочем состоянии: два Baldwin Mikado и три Henschel-Werke на участке Эль Майтен—Эскель и два локомотива Baldwin на участке Инхеньеро-Якобаччи. Локомотивы работают на нефти и находятся в эксплуатации с момента открытия железной дороги. Дизельные двигатели не используются. Нынешний подвижной состав поездов датируется 1922 годом, за исключением вагона-ресторана и некоторых вагонов первого класса, построенных в 1955 году.
Поезда больше не ходят между Эскелем и Эль-Майтеном; вместо этого два специальных туристических состава курсируют (i) между Эскелем и поселением Науэль Пан и (ii) между Эль-Майтеном и Десвио Томэ.
Техническое обслуживание оригинальных локомотивов 1922 года затрудняется нехваткой деталей и отсутствием опыта, а также отдалённостью его базы в Эль-Майтене. что приводит к частым поломкам и задержкам в пути.
Правительство Аргентины объявило Ла Трочиту в 1999 году национальным историческим памятником.
В 2003 была создана Ассоциация друзей Ла Трочиты, членами которой стали в основном жители Эскеля, Эль-Майтена и Барилоче.

## Галерея

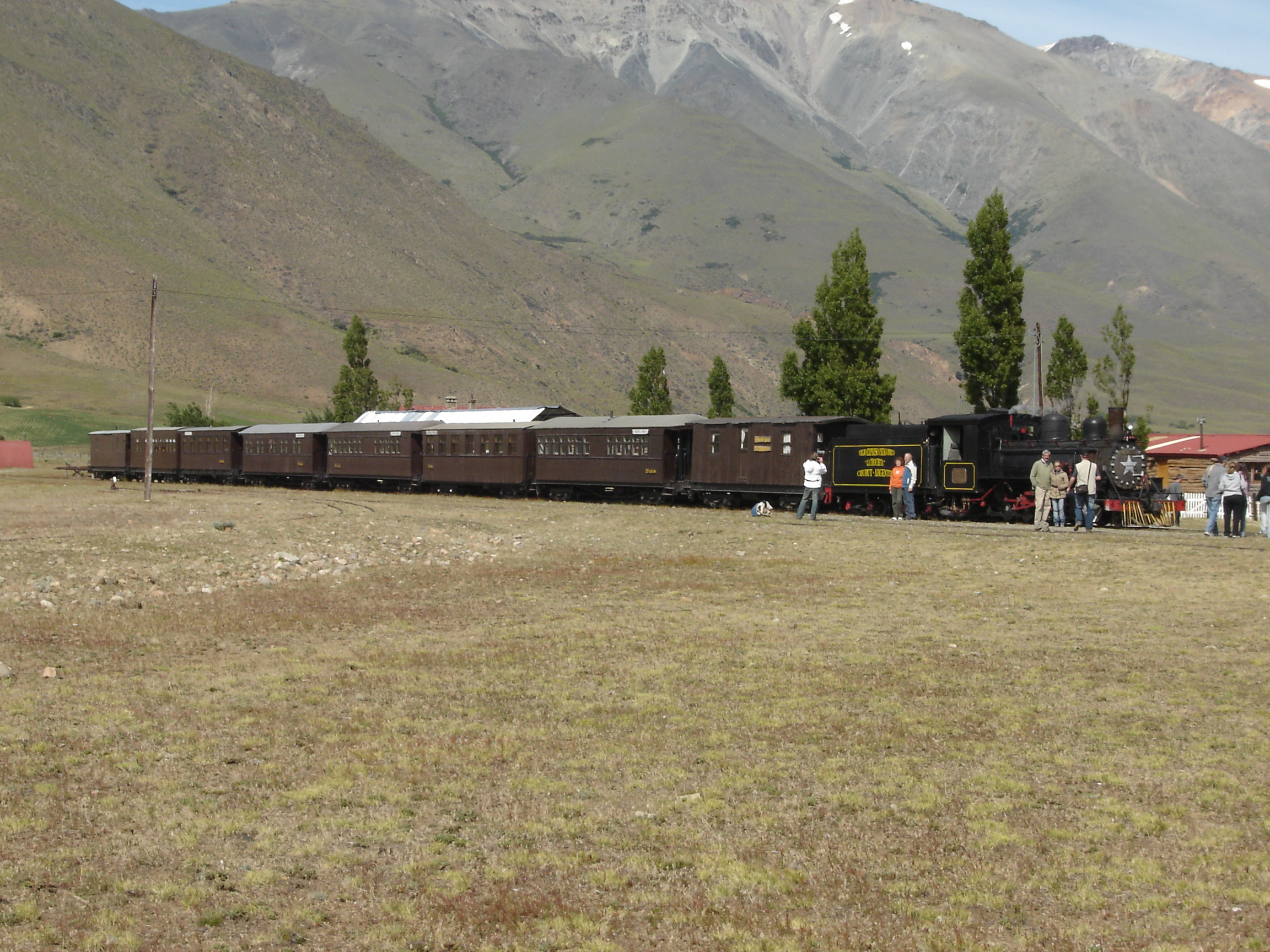
Ла Трочита на Диком Западе Аргентины
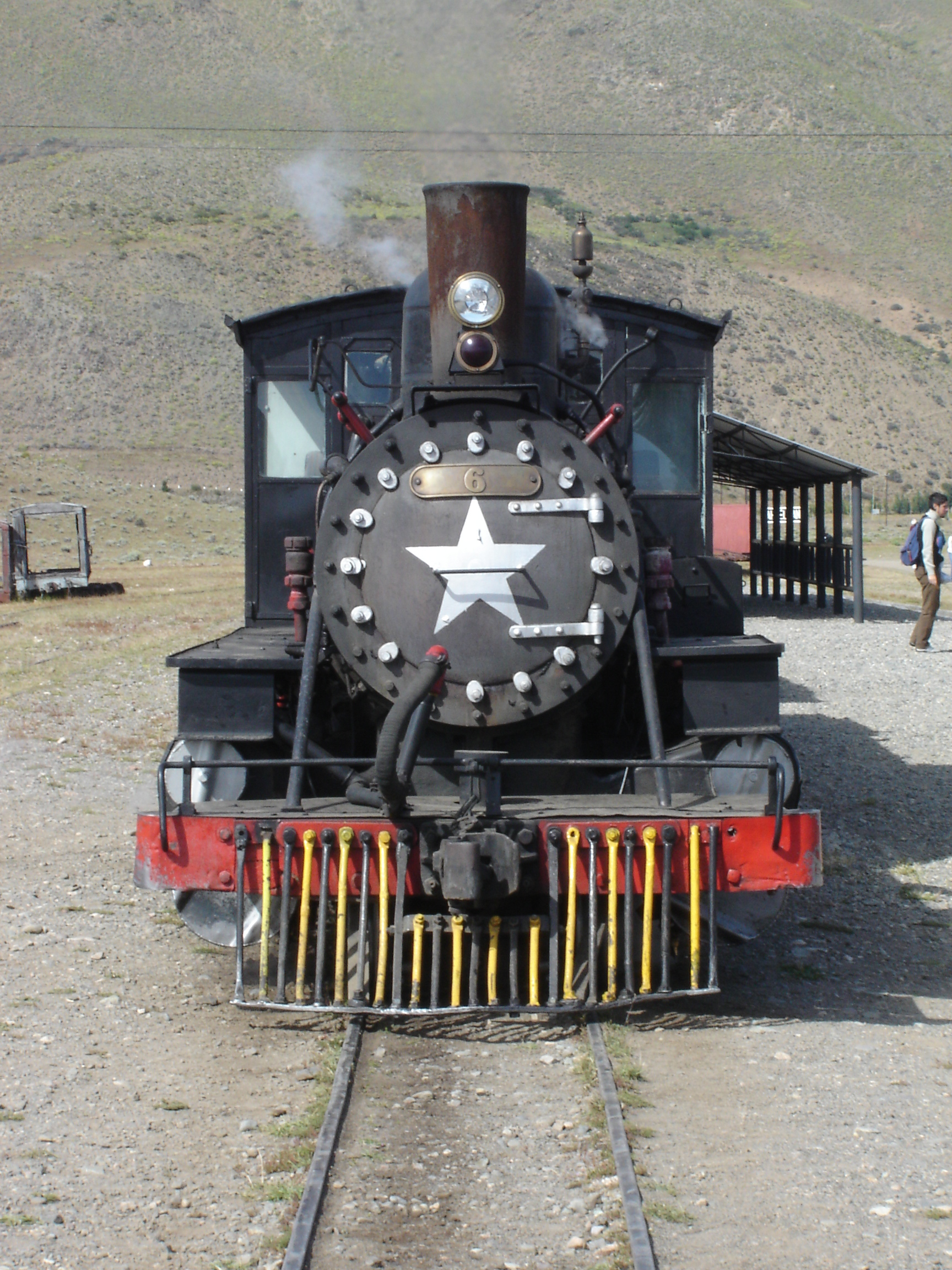
Ла Трочита в Науэль Пан, Чубут
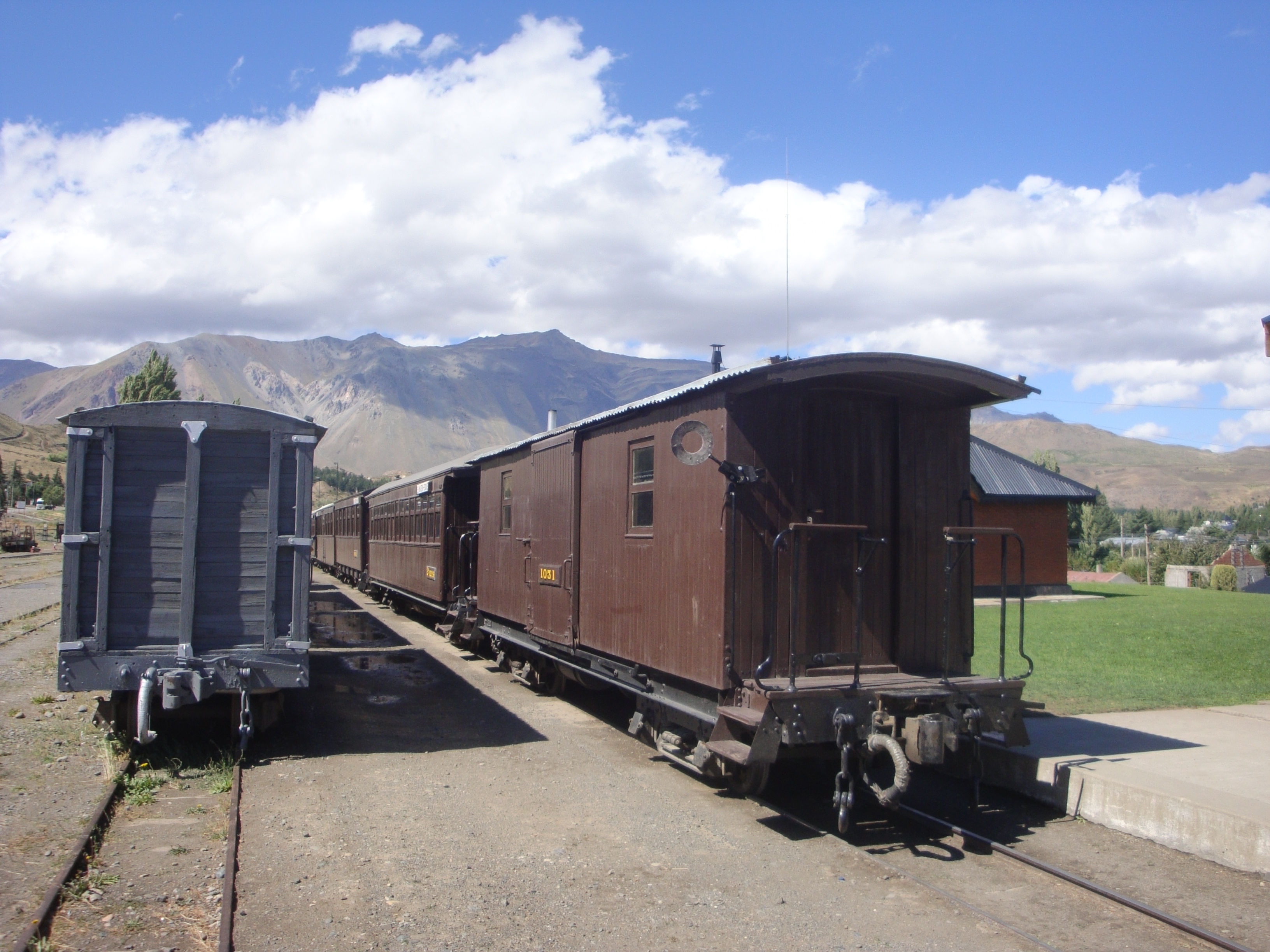
Составы на станции Эскель
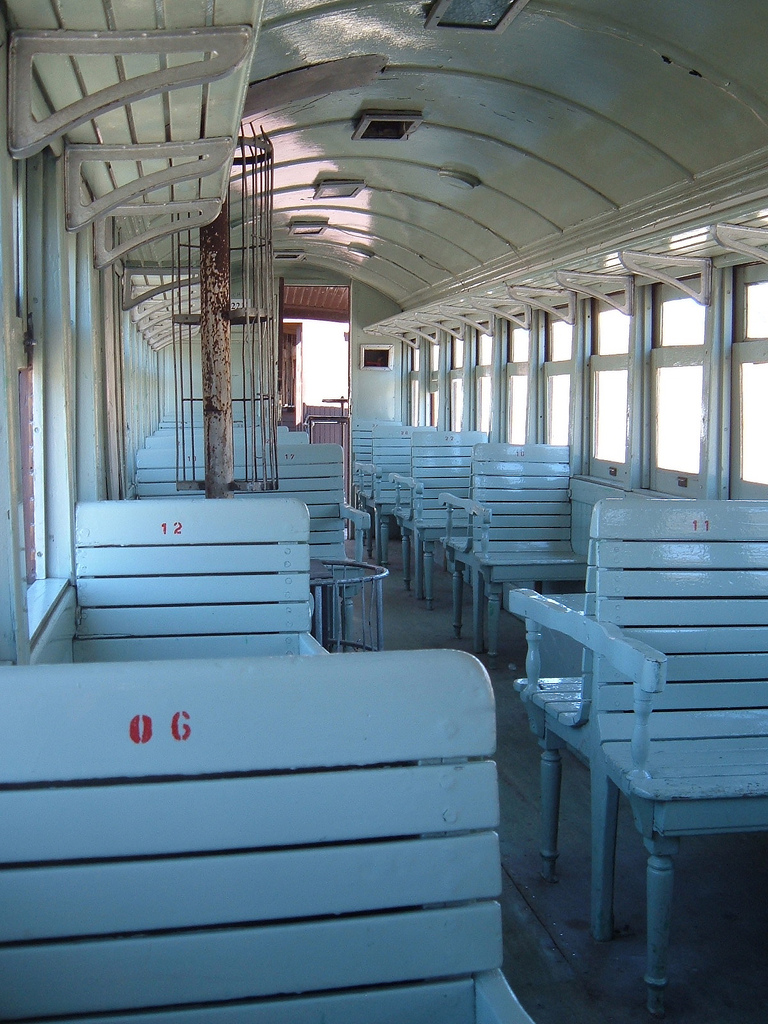
Интерьер деревянного вагона
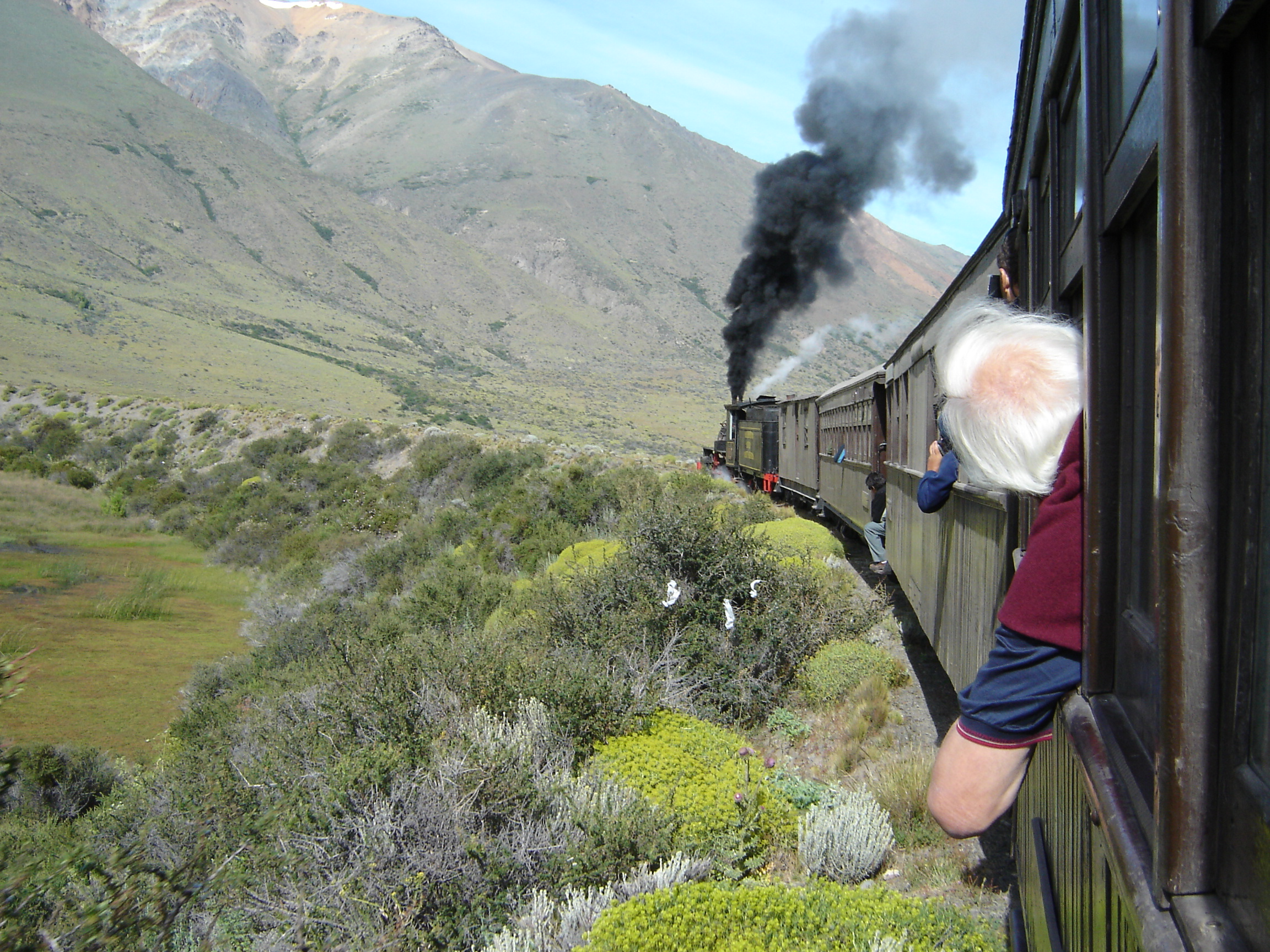
На повороте у Науэль Пан
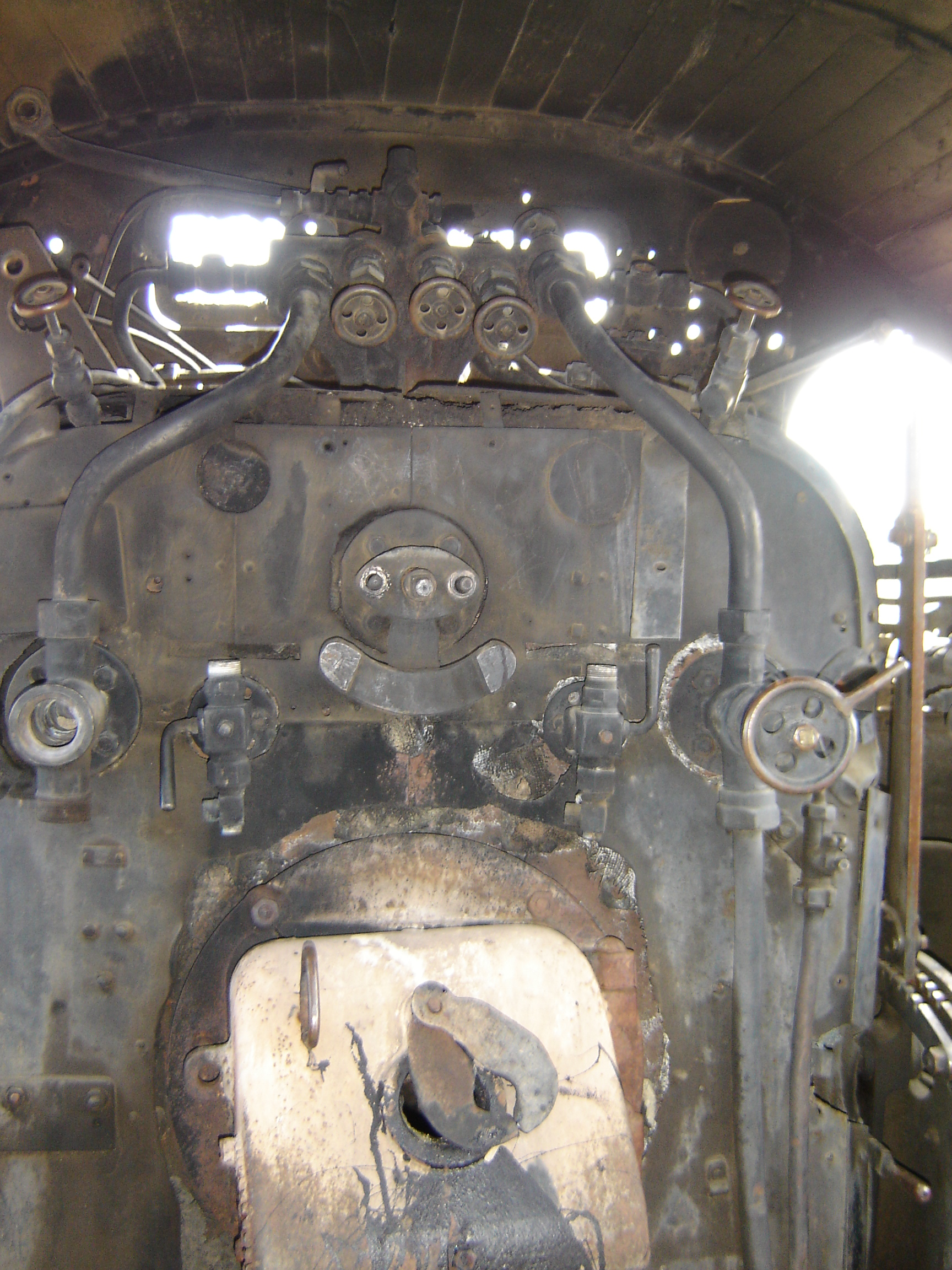
Внутри кабины с механизмами локомотива Henschel
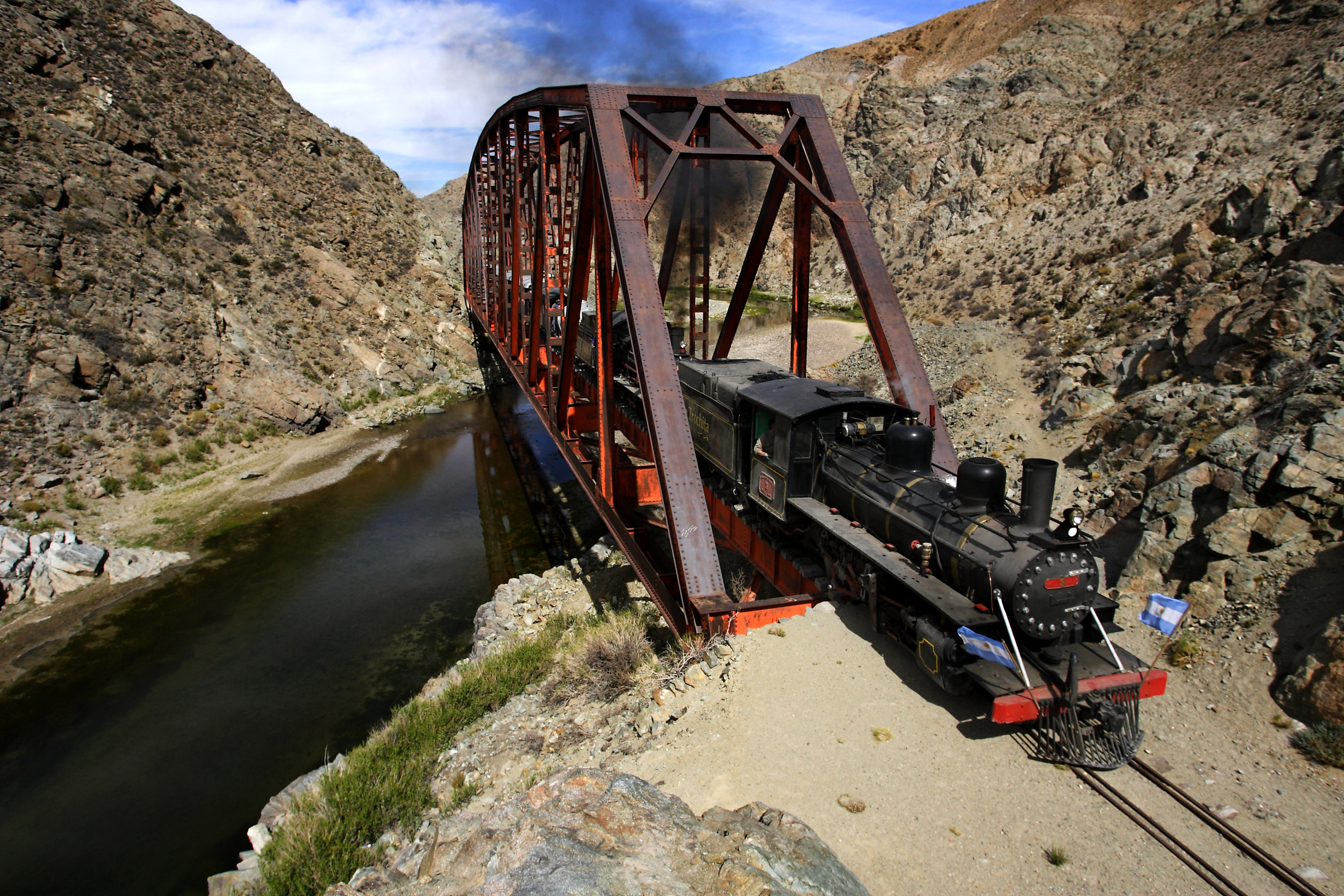
Мост над рекой Рио Чичо
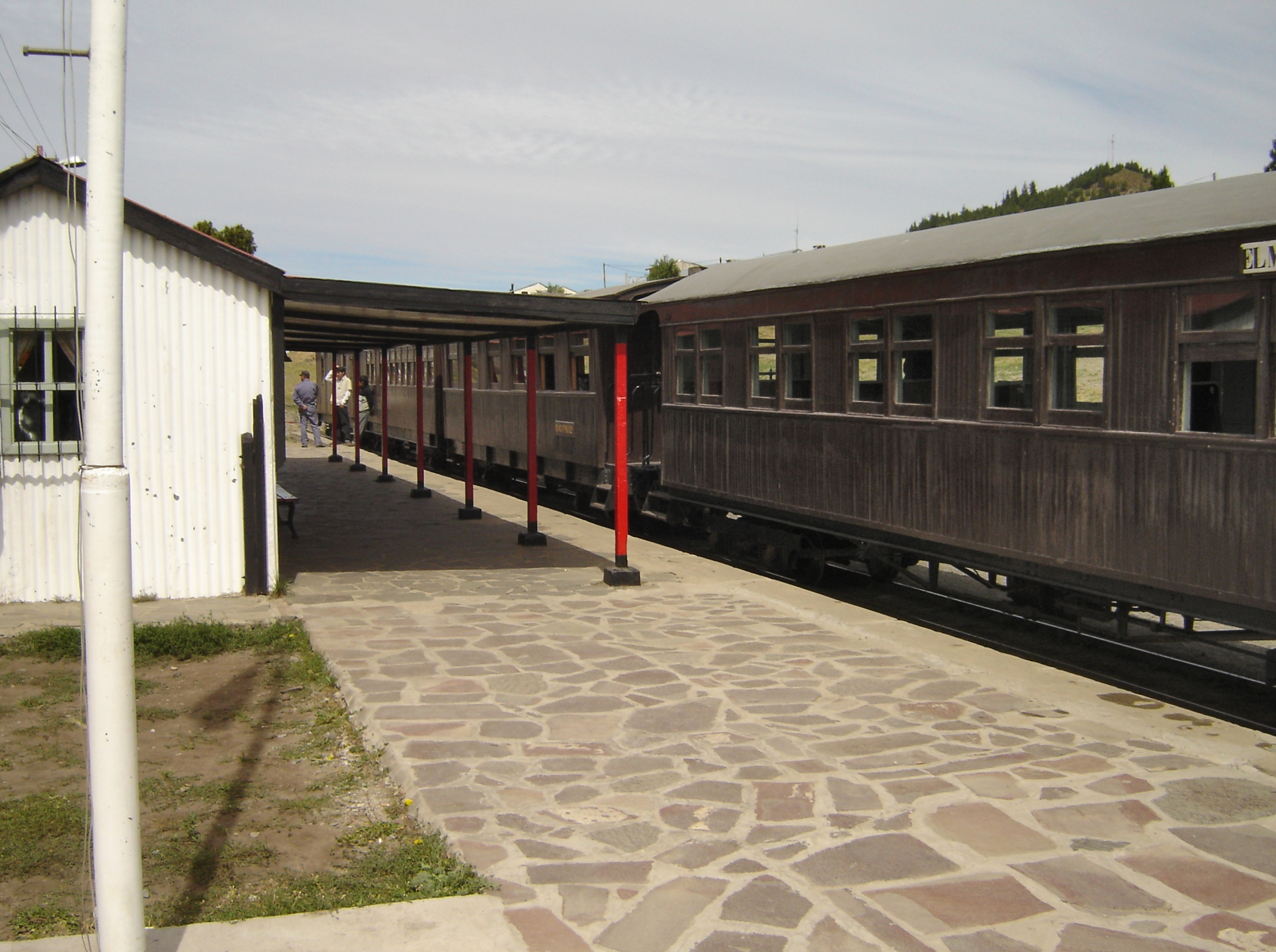
Поезд на станции Эскель
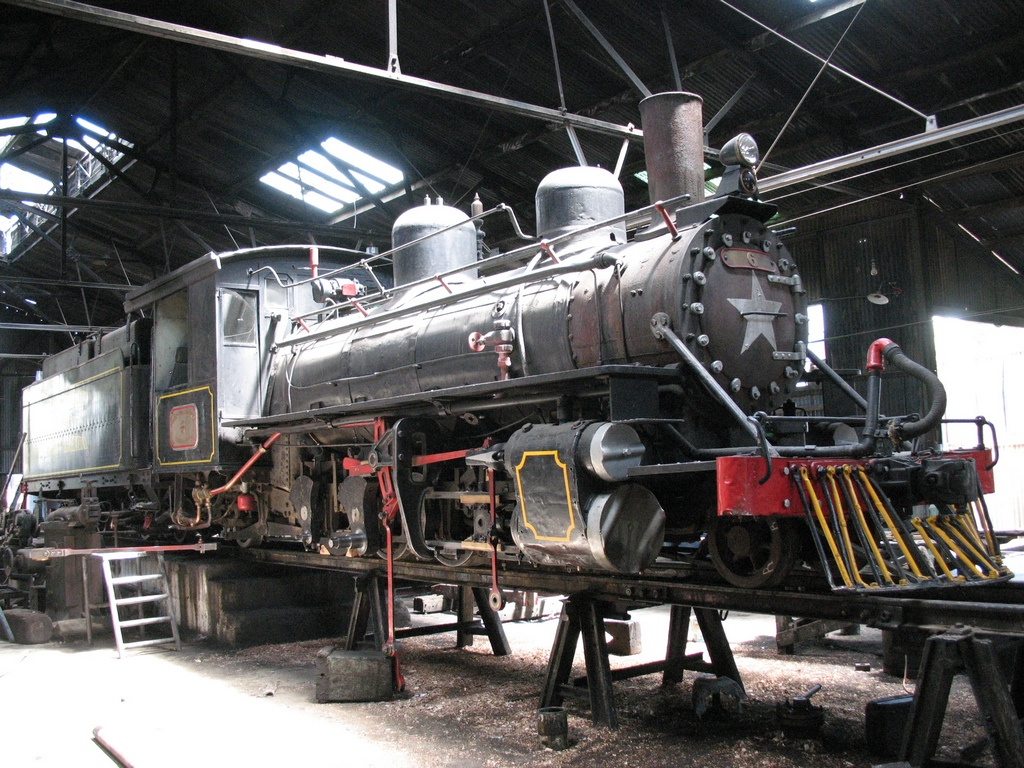
Локомотив в мастерской
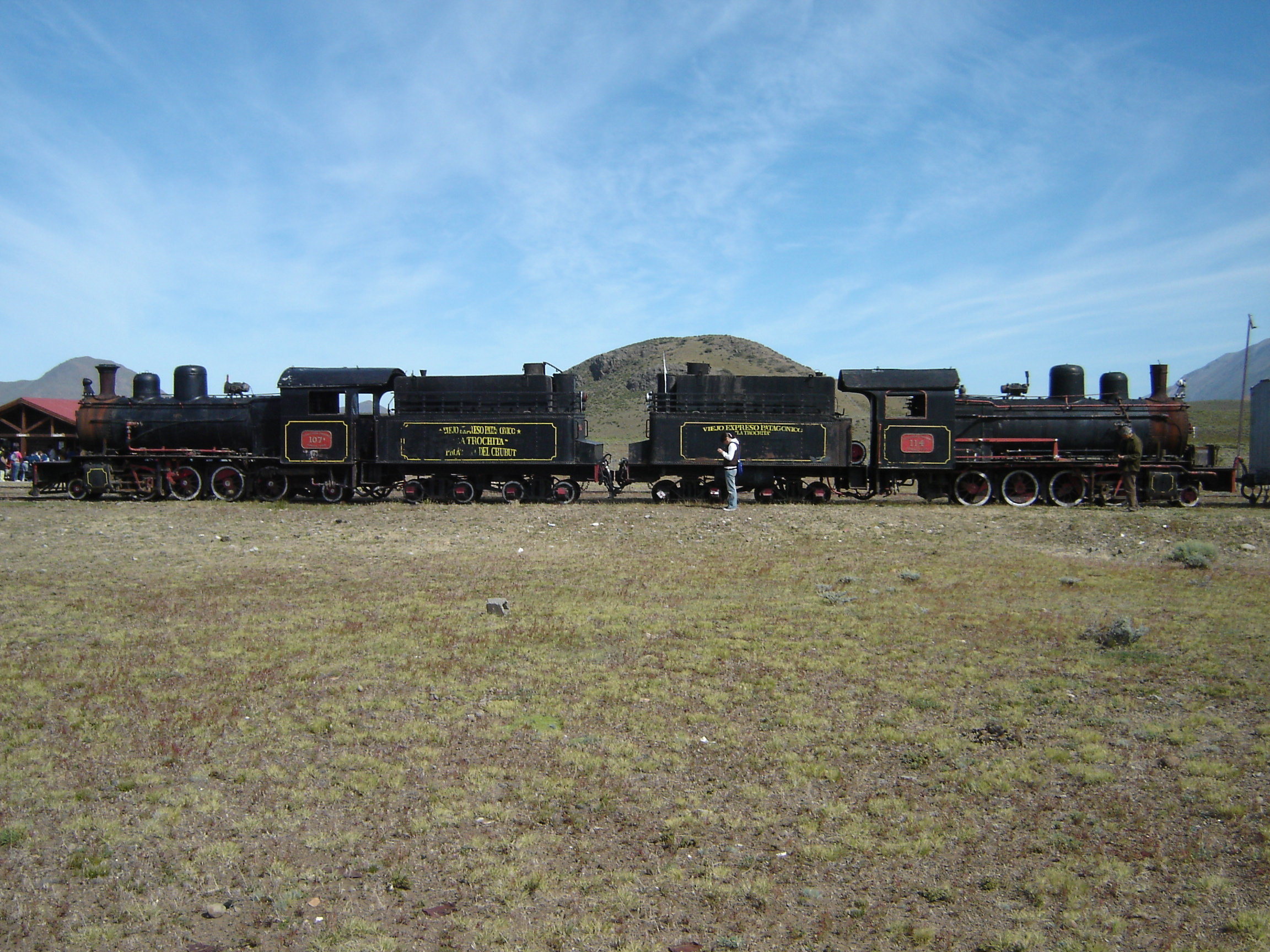
Два неиспользуемых локомотива Henschel Mikado в Науэль Пан
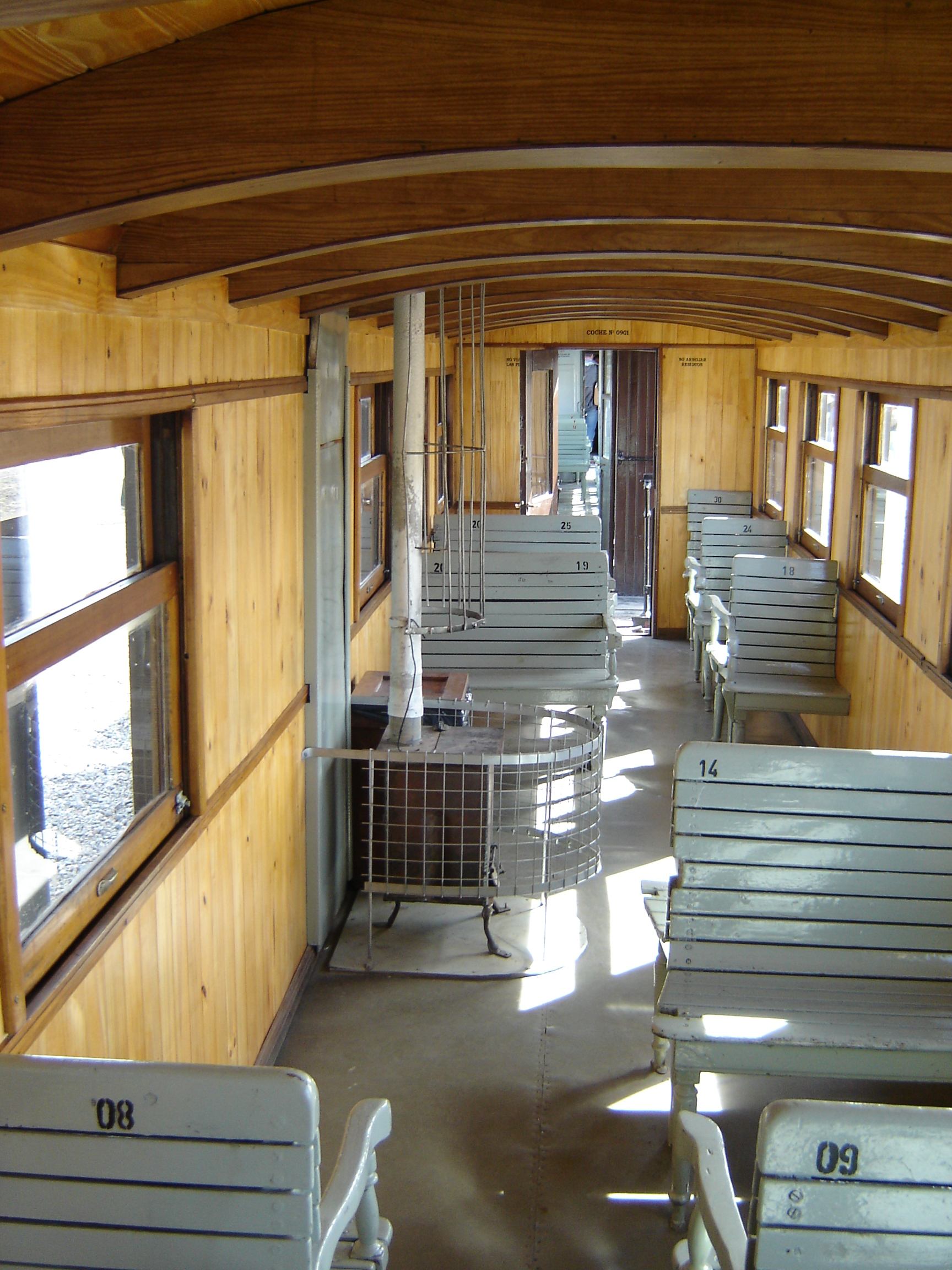
Интерьер вагона
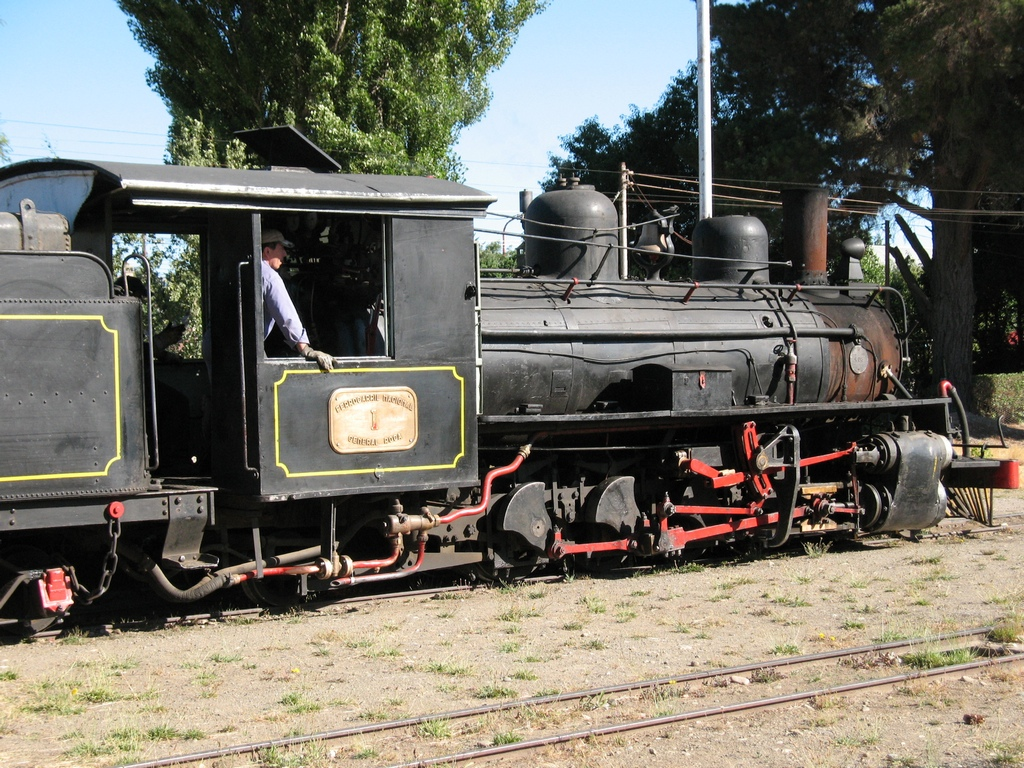
Локомотив в Эль-Майтен